# Matthews (Carolina del Nord)
Matthews és una població dels Estats Units a l'estat de Carolina del Nord. Segons el cens del 2006-2008 tenia 26.901 habitants.
Segons el cens del 2000, Matthews tenia 22.127 habitants, 7.837 habitatges i 6.144 famílies. La densitat de població era de 601,2 habitants per km².